# Fistulipora reimersi
Fistulipora reimersi är en mossdjursart som beskrevs av Ernst 2008. Fistulipora reimersi ingår i släktet Fistulipora och familjen Fistuliporidae. Inga underarter finns listade i Catalogue of Life.